# Александрова Наталія Глібівна
Ната́лія Глі́бівна Александрова (нар. 4 березня 1951, Одеса, Україна) — музикознавиця, кандидатка мистецтвознавства, членкиня Національної спілки композиторів України та викладачка Одеської національної музичної академії імені А. В. Нежданової.

## Біографічні дані
1969 — закінчила школу-інтернат імені Столярського за класом теорії музики та композиції.
1974 — закінчила Одеську національну музичну академію імені А. В. Нежданової за спеціальністю «музикознавство».
1983 — закінчила аспірантуру Національної музичної академії України імені Петра Чайковського (керівниця: професорка Герасимова-Персидська Ніна Олександрівна).
1987 — захистила кандидатську дисертацію з мистецтвознавства «Основі типи музичного інтонування в українській камерно-інструментальній музиці 70-80-х років».
1988 — брала участь у фестивалях Київ Музик Фест.
З 1989 — доцентка кафедри теорії музики та композиції.
З 1990 — членкиня Національної спілки композиторів України.
1997—1999 — учасниця одеського фестивалю «Два дні й дві ночі нової музики».
2000 — отримала посаду професорки кафедри.

## Музично-науковий наробок
Головний напрямок музикознавчої роботи — аналіз різних аспектів композиторської творчості в сучасній українській музичній культурі, нових форм музично-мовної виразності, вивчення деяких особливостей виконавського аналізу музичного тексту.
Александрова Наталія Глібівна — авторка понад 60 наукових статей, більшість яких надрукована науковими музикознавчими виданнями: "Українське музикознавство, «Музична освіта в Україні: теорія і практика», «Теоретичні питання культури, освіти та виховання», «Музичне мистецтво і культура», «Теоретичні та практичні питання культурології».

## Статті

### З музикознавства
- До проблеми дисциплінарного оновлення сучасного музикознавства. Науковий вісник НМАУ ім. П. І. Чайковського. — Вип. 29. До 90-річчя НМАУ ім. П. І. Чайковського. Музична освіта в Україні: теорія і практика. Збірка статей. — Київ, 2003. — С. 150—159.
- Аналітичне музикознавство на шляху методично-дисциплінарного оновлення / Матеріали до українського мистецтвознавства (на пошану А. І. Мухи): Збірник наукових праць. — Випуск 3.- Київ: ІМФЕ ім. М. Т. Рильського НАН України, 2003. — С. 7-12.
- Дискурсивные аспекти современного музыкознания // Теоретичні питання культури, освіти та виховання: Збірник наукових праць.-Випуск 23. — Київ: Видавничий центр КНЛУ, НМАУ, 2002. — С. 170—174.
- Новые тенденции развития аналитического метода в музыковедении //Музичне мистецтво і культура. Науковий вісник Одеської державної консерваторії ім. А. В. Нежданової. Вип. З / Гол. ред. О. В. Сокол. Одеса: Астропринт, 2002. — С. 54-62.
- Аналітичне музикознавство на шляху методичного оновлення / Проблеми музичної освіти: Мистецтво молодих — 2001. Щорічна творча акція / Академія мистецтв України; голова редколегії академік І. Д. Безгін. — К.: СПД Кравчук В. — К., 2003. — С. 81-94.

### Питання аналізу музичного тексту
- Український камерно-інструментальний ансамбль. Досвід аналізу типів фактури. — Одеса, 1986. — Рукопис.
- До аналізу інтонаційної драматургії сонат для духових інструментів Ю. Іщенка // Українське музикознавство. — Вип. 23. — Київ, 1988. — С. 40-48.
- Зразки аналізу мелодико-тематичних структур в сучасній музиці. — Учбово-методичний посібник з курсу аналізу музичних творів. — Одеса, 1989.

### Про українську музичну культуру
- Духовность как музыкально-культурологический феномен // Культурологические проблемы музыкальной украинистики: Сб. статей. Вып. 3.
- Вопросы музыкальной семантики. — Одесса, 1997. — С. 20-26.
- От жанровых номинаций к семантике жанра: о своеобразии музыковедческого дискурса // Культурологические проблемы музыкальной украинистики: Сб. статей. Вып. 2. Ч.1. — Одеса, 1997. — С. 71-79.
- Тематизм і методи його розвитку в творах сучасних українських авторів.- Одеса, 1988. — Рукопис.
- Диалогичность как жанрово-стилевая парадигма в творчестве украинских композиторов 90-х гг. // Культурологічна трансформація мистецької освіти та актуальні питання творчої діяльності музиканта в сучасній Україні: Зб. наукових праць. — Київ, 1998. — С. 109—118.
- Музыка in memorium в творчестве украинских композиторов 90-х годов // Музичне мистецтво і культура. Науковий вісник Одеської державної консерваторії ім. А. В. Нежданової. Вип. 2 / Гол. ред. О. В. Сокол.-Одеса: Астропринт, 2001. — С. 29-37.
- Нові жанрового-стильові парадигмі у творчості українських композиторів 90-х років / Інтернет-часопис «Musika Ukrainica»: www.musika-ukrainica.odessa.ua. — Одеса, квітень 2002 р.

### Про форми музично-мовної виразності
- Мелодия как форма проявления интонационности в музыке. — Одеса, 1982. — Рукопис.
- Микровариантность ладоинтонационных форм мелодики в условиях свободного строя / Методические рекомендации по курсу анализа музыкальных призведений. — Одеса, 1983.
- Теоретические предпосылки исследования мелодических форм современной музыки. — Деп. в НИО Информкультура Гос. библиотеки им. В. И. Ленина. № 687. — М., 1984.
- Типы музыкального интонирования. Общая характеристика. — Деп. в НИО Информкультура Гос. библиотеки им. В. И. Ленина. — № 2322. — М., 1990.

### Матеріали повідомлень, виступів на семінарах, міжнародних конференціях, акціях
- Семантика «духовного» у творчості сучасних композиторів // Актуальні проблеми духовності: Зб. наукових доповідей та реферативних викладів, повідомлень II Всеукраїнської конференції у Кривому Розі. — Вип. 2. — Київ — Кривий Ріг, 1997. — С. 224—232.
- Методологічне оновлення аналітичних дисциплін у музикознавчій освіті // Музична освіта в Україні. Сучасний стан, проблеми розвитку: Матеріали науково-практичної конференції / Академія мистецтв України. Голова ред. колегії академік І. Д. Безгін. К.: Кий, 2001. С. 69-73.
- Новые формы диалога в творчестве современных украинских композиторов // Музикальная культура: Восток-Запад: Материалы международного музыковедческого семинара 1-2 февраля 2001—2002г. Ч. І / Сб. Восток-Запад: культура и цивилизация. Одесса: ООО Студия «Негоциант». — 2002. — С. 37-38.
- Від жанрових номінацій до питань музикознавчого дискурсу трансформація музичної освіти: культура і сучасність: Матеріали міжнародного музикологічного семінару, присвяченого К. Ф. Данькевичу/Гол. ред. О. В. Сокол. — Одеса: ОДМА ім. А. В. Нежданової, 2003. — С. 48-49.
- Дискурсивные аспекты современного музыкознания // Транчформація музичної освіти: культура та сучасність / Матеріали музикологічного семінару: Збірник статей — Ч.1. / під ред. М. Л. Огреніча. — Одеса, Астропринт, 1998. — С. 102—107.
- Передумови «діалогу культур» у сучасній українській музиці. / Восток — Запад: культура и цивилизация: Материалы международного музыковедческого семинара и научно-практической конференции 2003 г. — Одесса: Астропринт, 2004. — С. 89-93.